# Chandrasekhara Venkata Raman
Chandrasekhara Venkata Raman, född 7 november 1888 i Tiruchirappalli i Tamil Nadu, död 21 november 1970 i Bangalore, var en indisk vetenskapsman och fysiker. Han tilldelades Nobelpriset i fysik 1930 för sin upptäckt av ljusets oelastiska spridning (Ramaneffekten). 
Han blev 1917 professor i fysik vid Calcuttauniversitetet. Fem år senare publicerade Raman "Molecular Diffraction of Light". Han adlades 1929 och fick titeln "Sir". Året efter fick han så Nobelpriset. 1934 grundande Raman Indian Academy of Sciences och 1947 grundades Raman Research Institute i Bangalore. Han publicerade också 1951 "The New Physics; Talks on Aspects of Science".